# QuiKK Racing Engineering
QuiKK Racing Engineering is een autosport bedrijf dat opgericht is in 2005 door Johan Tripp en Robert de Groot. In datzelfde jaar deed QuiKK Racing Engineering voor het eerst mee in een race serie, namelijk de Formula Simracing ACE World Cup, toen nog onder de naam TUF Racing. Met weinig succes, in dat seizoen is Johan Tripp 3 keer in actie gekomen met 1 finish en 2 keer uitval, Robert de Groot kon maar 1 keer in actie gekomen, maar werd al gediskwalificeerd bij de start.
In 2006 sloeg QuiKK Racing Engineering een nieuwe weg in, en deed mee in de Dutch F1 Racers league. Tijdens het eerste seizoen in deze league hadden ze de beschikking over Honda motoren en voor het eerst een volledig zelf ontwikkeld chassis, de TQ2106. De team naam luidde toen QuiKK Motorsports Honda.
Dit seizoen kwam het team binnen na reeds 3 verreden races, samen met nog 3 andere teams. In dit seizoen waren Johan Tripp en Robert de Groot wederom de vaste coureurs. Tijdens de race in Kyalami had Robert de Groot nog geen enkele race kunnen rijden, en werd toen tijdelijk vervangen door de rookie Jesse Hielkema. Het team eindigde 6e in het klassement, en was daarmee de snelste nieuwkomer. Het beste resultaat was een 5e plaats in Spa-Francorchamps.
Na het eerste 2006 seizoen bij Dutch F1 Racers zou er een nieuw 2e 2006 seizoen gaan beginnen. Dit seizoen had QuiKK Racing Engineering de beschikking over BMW Motoren, en had een 2e junioren team gemaakt. Het 'A' team ging vanaf toen door het leven als BMW.QuiKK Motorsports en het B team als BMW.QuiKK Junior Team. De vaste rijders voor het A team waren wederom Johan Tripp en Robert de Groot, en het B team reed met de Rookie's Leon Hu en Sjoerd Wieringa.
Na 1 race waren interne problemen in de Dutch F1 Racers league, waarna het besloot te stoppen. Oprichter en vaste rijder van QuiKK Racing Engineering Johan Tripp besloot toen een eigen serie te starten, rFactor Nederland, die half april van start zal gaan.
QuiKK Racing Engineering behield dezelfde coureurs, en ook de team naam bleef hetzelfde. BMW.QuiKK Junior Team's naamrechten werden verkocht aan Renault, waarna het team Panasonic Renault Racing ging heten.
Chassis nummers:
| Jaar | Chassis Nummer | Team naam                |
| ---- | -------------- | ------------------------ |
| 2005 | TUF-001        | TUF Racing               |
| 2006 | TQ2106         | QuiKK Motorsports Honda  |
| 2006 | TQ2206         | BMW.QuiKK Motorsports    |
| 2006 | JR3106         | BMW.QuiKK Junior Team    |
| 2007 | TQ2307         | BMW.QuiKK Motorsports    |
| 2007 | RQ4107         | Panasonic Renault Racing |